# 클락스필드 (마이크로프로세서)
클락스필드(Clarksfield)는 처음에 모바일 인텔 코어 i7으로 판매된 인텔 프로세서의 코드명이다. 데스크톱 린필드 프로세서와 매우 밀접한 관련이 있으며 둘 다 45 nm 공정 네할렘 마이크로아키텍처 기반의 쿼드 코어 다이를 사용하며 통합 PCI 익스프레스와 DMI를 갖추고 있다.

## 브랜드 이름
2009년 9월 기준으로 모든 클락스필드 프로세서는 코어 i7으로 마케팅되고 있으며 3개의 제품 계열이 서로 다른 열 설게 전력(TDP), 3차 캐시의 양을 지니고 있다.
| 브랜드 이름                        | 모델 (목록)              | L3 캐시 크기 | 열 설계 전력 |
| ---------------------------------- | ------------------------ | ------------ | ------------ |
| 인텔 코어 i7 마이크로프로세서 목록 | i7-7xxQM                 | 6 MB         | 45 W         |
| 인텔 코어 i7 마이크로프로세서 목록 | i7-8xxQM                 | 8 MB         | 45 W         |
| 인텔 코어 i7 마이크로프로세서 목록 | i7-9xxXM 익스트림 에디션 | 8 MB         | 55 W         |

## 같이 보기
- 인텔 코어 i7 마이크로프로세서 목록
- 펜린 (마이크로프로세서)
- 린필드 (마이크로프로세서)